# Fernando Ibáñez Roa
Fernando Patricio Ibáñez Roa (9 de diciembre de 1940) fue un futbolista profesional chileno, que jugaba como puntero izquierdo. Destacó en Universidad Católica, donde se consagró campeón del torneo de Primera División 1961 y 1966.

## Trayectoria
En Universidad Católica, Ibáñez compartió con jugadores como Walter Behrends, Osvaldo Pesce, Hugo Cicamois, Eleodoro Barrientos, Alberto Jeria, Esteban Varas, Alberto Fouillioux, Néstor Isella y Armando Tobar. En su historial en el club, el hito más importante fue el título de Primera División 1961. En esa temporada, registró 2 goles en 5 partidos. El 5 de enero de 1962, fue titular en el Clásico Universitario que definió el campeonato, y convirtió uno de los goles en el triunfo de Católica por 3:2.
En la temporada 1962, tuvo mayor participación y anotó 12 goles en 29 encuentros. Al año siguiente, estuvo presente en 32 partidos y convirtió 2 veces. En 1964, únicamente jugó en 7 oportunidades. En 1966, volvió a festejar el título de Primera División, disputando 17 partidos en esa temporada. Ibáñez se hizo presente con un gol en la campaña.
En el ámbito internacional, estuvo presente en la semifinal de Copa Libertadores 1962 frente a Santos, donde fue una de las figuras del duelo desarrollado en el Estadio Nacional.

## Selección nacional
El 7 de noviembre de 1962, el delantero fue titular en la igualdad 1:1 entre las selecciones de Chile y Argentina, por la Copa Carlos Dittborn.

## Palmarés

### Torneos nacionales oficiales
| Título           | Club                 | País  | Año  |
| ---------------- | -------------------- | ----- | ---- |
| Primera División | Universidad Católica | Chile | 1961 |
| Primera División | Universidad Católica | Chile | 1966 |